# Gerlinde Bretzigheimer
Gerlinde Bretzigheimer (* 2. September 1943 in Schweinfurt) ist eine deutsch-schweizerische Klassische Philologin, Literaturwissenschaftlerin und Gymnasiallehrerin.

## Leben
Gerlinde Bretzigheimer, die Tochter des Philologen und Gymnasiallehrers Franz Bretzigheimer (1911–1994) und der Marie geb. Stübinger, besuchte die Volksschule und das Humanistische Gymnasium in Schweinfurt. Ab 1962 studierte sie Klassische Philologie und Germanistik an den Universitäten in Erlangen und Tübingen. Nach dem Ersten Staatsexamen in Erlangen (1967) ging sie erneut nach Tübingen und verfasste dort unter der Leitung von Walter Jens ihre Doktorarbeit über Euripides’ Tragödie Medea, mit der sie 1969 zum Dr. phil. promoviert wurde. Ab 1970 arbeitete sie in Zürich und arbeitete in der dortigen Zentralbibliothek am handschriftlichen Nachlass des Dichters Conrad Ferdinand Meyer, den sie für eine Edition aufbereitete. Ab 1972 unterrichtete sie nebenbei Latein an der Kantonsschule Oerlikon, wo sie schließlich eine reguläre Stelle erhielt.
Bretzigheimers Forschungsschwerpunkte sind die antike Dichtung und Dichtungstheorie sowie ihre Rezeption in der Neuzeit.

## Schriften (Auswahl)
- Die Medeia des Euripides. Struktur und Geschehen. Tübingen 1969 (Dissertation)
- Johann Elias Schlegels poetische Theorie im Rahmen der Tradition. München 1986, ISBN 978-3-7705-2347-4
- Ovids ‚Amores‘. Poetik in der Erotik. Tübingen 2001 (= Classica Monacensia 22), ISBN 978-3-8233-4881-8
- St. Georg mit Tiersymbolen. Das typologische Deckenprogramm der unteren Abtsstube des Klosters St. Georgen in Stein am Rhein als Teil eines Raumprogramms. Frankfurt am Main 2016 (= Beihefte zur Mediaevistik), ISBN 978-3-631-69817-4